# Drospirenon
Drospirenon is een onderdeel van een anticonceptiepil die in 2001 op de markt gekomen is. Het wordt als Yasmin® en YAZ 24+4® in de vorm van een combinatiepil op basis van het progestageen hormoon drospirenon in een dosis van 3 mg, en ethinylestradiol in een dosering van respectievelijk 0,030 en 0,020 mg, op de markt gebracht.

## Eigenschappen
Yasmin blijkt na onderzoek naast de beoogde werking als anticonceptivum een aantal opvallende eigenschappen te hebben.
- geen gewichtstoename (zelfs een afname).
- verbetering bij puistjes (acne)
- gunstig effect op menstruatieklachten zoals stemmingswisselingen en gespannen borsten
- gunstig effect op libido

## Sterk verhoogd risico op trombose
Ten opzichte van andere orale anticonceptiva blijken drospirenonbevattende anticonceptiva een significant verhoogd relatief risico te hebben op veneuze thombo-embolie. Vooral bij jonge vrouwen wordt het product sterk ontraden.
In de VS betaalde de firma Bayer in april 2012 aan 500 slachtoffers gemiddeld 220.000 dollar per persoon. Ook wordt de bijsluiter aangepast om gebruikers te wijzen op het verhoogd tromboserisico.